# Yacouba Sawadogo

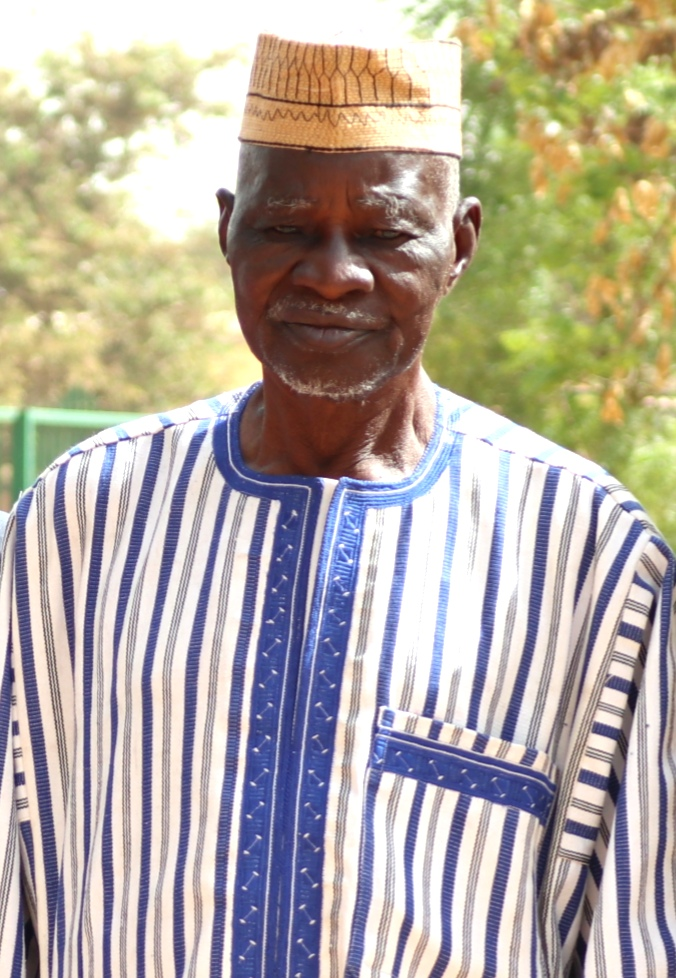
Yacouba Sawadogo (2019)

Yacouba Sawadogo (* 1946 in Gourga, Französisch-Westafrika; † 3. Dezember 2023 in Ouahigouya, Burkina Faso) war ein burkinischer selbstversorgender Ackerbauer. Mit einer von ihm weiterentwickelten Methode der traditionellen Landwirtschaftsmethode Zaï wurden in mehreren Ländern Afrikas Wüstengebiete wieder begrünt. 2018 erhielt er gemeinsam mit Tony Rinaudo den Right Livelihood Award, der  auch als Alternativer Nobelpreis bezeichnet wird.

## Leben
Yacouba Sawadogo stammte aus einer armen Familie aus Gourga in der Nähe von Ouahigouya in Burkina Faso. Nach dem erfolglosen Besuch einer Koranschule in Mali, in der es ihm nicht gelang, Lesen und Schreiben zu lernen, verdiente er seinen Unterhalt mit Verkäufen auf dem Markt.
Ende der 1970er Jahre begann Yacouba Sawadogo, in trockenem Land nach der traditionellen Weise des Zaï Löcher in die Erde zu hacken. In diese füllte er Hirsekörner, die er nach eigenen Experimenten mit einer Mischung aus Viehdung, Blättern und Asche ummantelte. Dazu legte Sawadogo Reihen von Steinen, die das Abfließen des Regenwassers verlangsamen sollten. So konnte das Wasser besser in den trockenen Boden eindringen. Seine Methode brachte sehr gute Hirseerträge in einem Gebiet, das durch jahrelange Dürrezeiten ausgetrocknet war. Im Viehdung waren Baum- und Sträuchersamen enthalten, aus denen ein Wald wuchs. Dieser ist inzwischen über 30 Hektar groß, auf Satellitenbildern gut östlich des Krankenhauses erkennbar und trägt in Sawadogos Muttersprache Mòoré den Namen Bangr-Raaga, was etwa Markt der Weisheit bedeutet.
Der niederländische Wissenschaftler Chris Reij vom World Resources Institute und OXFAM UK wurden auf die Methode aufmerksam und unterstützten Yacouba Sawadogo. Er lud interessierte Bauern und Bäuerinnen aus den Nachbarländern Niger und Mali ein, um sie die Methoden zu lehren. Besonders in Niger konnten damit große Erfolge erzielt werden.
Yacouba Sawadogo wurde zu internationalen Konferenzen eingeladen, um seine Arbeit vorzustellen. Durch die Begrünung stieg der Grundwasserspiegel um etwa fünf Meter. Da das fruchtbare Land attraktiver wurde, ordnete die Provinzregierung von Yatenga an, dass ein Teil des Waldes gerodet und als Bauland verkauft werden sollte. Das Land war kein verbrieftes Eigentum des illiteraten Sawadogo. Nach Protesten wurde ihm angeboten, das Land für umgerechnet 50.000 Euro zu kaufen. Diesen Preis konnte er jedoch nicht aufbringen. Der Preis wurde 2009 auf 100.000 Euro angehoben.
Einige Jahre wurde mit der Rodung und dem Bau von Häusern gezögert, seit 2019 stehen aber schon erste Gebäude im Waldgelände, ein behördliches Verfahren zur Unterschutzstellung des Waldes als „Kommunales Erbe“ sei noch im Gange.
Am 18. Juni 2021 wurde ein Schutzzaun für das Waldgelände unter der Anwesenheit des Generalsekretärs des Burkinischen Umweltministeriums feierlich eingeweiht.
Sawadogo starb am 3. Dezember 2023 in Ouahigouya.

## Ehrungen
- Dokumentarfilm The Man Who Stopped the Desert (2010)[10]
- Right Livelihood Award (2018)[17]
- Champions of Earth Award (2020)[18]